# Ángel Nieto
Ángel Nieto (Zamora, 25 de janeiro de 1947 — Ibiza, 3 de agosto de 2017) foi um piloto espanhol de motociclismo, vencedor de 7 títulos mundiais na categoria 125cc e seis na categoria 50cc. Ele é um dos pilotos da motocicleta de maior sucesso de todos os tempos, com 13 Grand Prix Campeonato Mundial em seu nome.

## Carreira
Especializou-se em corridas de motos pequenas de deslocamento, como no 50 cc , 80 cc e 125 aulas cc, mas muitos outros pilotos, incluindo o ex- campeão mundial Barry Sheene considerá-lo um dos maiores pilotos da motocicleta de todos os tempos. [1] Apesar de ele nunca foi bem-sucedida na corrida de nível mundial nos deslocamentos maiores, ele ganhou espanhol Campeonatos Nacionais nos 50 cc, 125 cc, 250 cc, 500 cc e 750 cc classes. [1] ele se aposentou em 1986 com a idade de 39 com um total de 90 vitórias em Grandes Prémios e 13 Campeonatos do mundo . Conhecido por ser supersticioso, ele prefere se referir a seu registro campeonato como "12 + 1". Seu total de 90 vitórias em Grandes Prémios é o terceiro apenas ao 122 por Giacomo Agostini , e 113 de Valentino Rossi. [2]

### Equipe
Mais tarde, ele operou uma equipe de motociclismo Grand Prix com seu filho, Ángel Nieto Jr. e Emilio Alzamora , que ganhou o título de 125 cc, como pilotos. Ele agora commentates corridas do Grande Prémio de televisão espanhola . Há um museu de Ángel Nieto em Madrid que exibe alguns de seus troféus e recordações de corridas. O FIM nomeou um Grande Prémio "Legend", em 2000. [3] Nieto participou da 2008 Francês Grand Prix no Circuito de Bugatti Le Mans em 18 de Maio 2008 , vestido de andar com uma camisa especial parabenizando Valentino Rossi para igualar 90 vitórias de Nieto. Nieto montado moto de Rossi e Rossi como um passageiro realizada uma bandeira no alto com "90 + 90", uma vez que tomou uma volta da vitória.

### Morte
Em 26 de julho, Ángel Nieto sofreu um grave acidente em Ibiza, na Espanha, após ter sido subitamente atingido na lateral de seu quadriciclo por um veículo em alta velocidade. Porém, em 3 de agosto de 2017, não resistiu aos ferimentos no crânio e faleceu numa unidade hospitalar daquela ilha.

### Homenagem
Em 3 de maio de 2018, o circuito de Jerez foi renomeado de Circuito de Jerez-Ángel Nieto e inaugura um busto em homenagem do 12+1 vezes campeão do mundo de motovelocidade assinado por Agustín Estudillo.